# Canton de Saint-Germain-les-Belles
Le canton de Saint-Germain-les-Belles est une ancienne division administrative française située dans le département de la Haute-Vienne et la région Nouvelle-Aquitaine. À la suite du redécoupage cantonal de 2014, le canton est fondu dans celui d'Eyrmoutiers.

## Géographie
Ce canton était organisé autour de Saint-Germain-les-Belles dans l'arrondissement de Limoges. Son altitude variait de 272 m (Vicq-sur-Breuilh) à 539 m (La Porcherie) pour une altitude moyenne de 417 m.

## Représentation

### Conseillers généraux de 1833 à 2015
| Période        | Période      | Identité                            | Étiquette         | Qualité |
| -------------- | ------------ | ----------------------------------- | ----------------- | --- |
| 1833           | 1842         | Léonard-Laurent Combette-Châlus     |                   | Juge de paix à Saint-Germain-les-Belles |
| 1842           | 1852         | Pierre-Paul Devilher                |                   | Propriétaire, ancien négociant à Guéret |
| 1852           | 1861         | Pierre Breuilh (1810-1868)          |                   | Notaire à Magnac-Bourg |
| 1861           | 1864         | Marc-Barthélemy Saint-Marc-Girardin | Droite            | Propriétaire à Saint-Germain-les-Belles |
| 1864           | 1880         | Martial-Just Sensaud                |                   | Médecin, propriétaire, maire de Saint-Germain-les-Belles                                                                                       |
| 1880           | 1904         | Ferdinand Mosnier                   | Républicain       | Notaire à Saint-Germain-les-Belles |
| 1904           | 1910         | Jean-Baptiste Boutard               | Rad.              | Médecin à Saint-Yrieix-la-Perche Député (1898-1910)                                                                                            |
| 1910           | 1922         | Auguste Fargeaud                    | Rad.              | Notaire à Saint-Germain-les-Belles |
| 1922           | 1928 (décès) | Jean-Baptiste Desmaison             | SFIO              | Négociant à Lardimalie, commune de Vicq |
| 1928           | 1940         | Gustave Glangeaud                   | PRS               | Maire de Saint-Germain-les-Belles Membre de la Commission administrative de la Haute-Vienne (1941-1942) Nommé conseiller départemental en 1942 |
|                |              |                                     |                   | |
| 1945           | 1956 (décès) | Louis Boussely                      | SFIO              | Propriétaire à Magnac-Bourg |
| 7 octobre 1956 | 1985         | Jean Lacorre                        | Soc.ind. puis DVD | Médecin Maire de Saint-Germain-les-Belles |
| 1985           | 2015         | Marc Ditlecadet                     | DVG               | Médecin généraliste Maire de Saint-Germain-les-Belles                                                                                          |

### Conseillers d'arrondissement (de 1833 à 1940)
Le canton de Saint-Germain avait deux conseillers d'arrondissement.
Il appartenait à l'arrondissement de Saint-Yrieix jusqu'à sa disparition en 1926.
| Période                                  | Période      | Identité                                     | Étiquette  | Qualité |
| ---------------------------------------- | ------------ | -------------------------------------------- | ---------- | --- |
| 1833                                     | 1848         | Pierre Bréjat                                |            | Notaire à Saint-Germain-les-Belles                                                                          |
| 1833                                     | 1839         | Jean-Baptiste Nicolas Filhoulaud (1780-1849) |            | Notaire, maire de Glanges                                                                                   |
| 1839                                     | 1848         | Guillaume Fénélon Delignac                   |            | Maire de Magnac-Bourg                                                                                       |
| 1857                                     | 1887 (décès) | Léonard Gadaud (1829-1887)                   |            | Propriétaire à Saint-Germain-les-Belles                                                                     |
| 1895                                     | 1897 (décès) | Antoine Massy (1861-1897)                    |            | Négociant à Saint-Germain-les-Belles                                                                        |
|                                          |              |                                              |            | |
| 1901                                     |              | André Missotte                               | Orléaniste | Pharmacien à Saint-Germain-les-Belles                                                                       |
|                                          |              |                                              |            | |
|                                          | 1940         | Firmin-François Sautour                      | PRS        | Expert-géomètre, conseiller municipal de Saint-Germain-les-Belles                                           |
|                                          | 1940         | Émile Picard                                 | PRS        | Maire de Meuzac                                                                                             |
| 1940                                     |              |                                              |            | Les conseils d'arrondissement ont été suspendus par la loi du 12 octobre 1940 et n'ont jamais été réactivés |
| Les données manquantes sont à compléter. |              |                                              |            | |

## Composition
Le canton de Saint-Germain-les-Belles groupe 8 communes et compte 6 549 habitants au recensement de 2010.
| Communes                 | Population (2012) | Code postal | Code Insee |
| ------------------------ | ----------------- | ----------- | ---------- |
| Château-Chervix          | 785               | 87380       | 87039      |
| Glanges                  | 527               | 87380       | 87072      |
| Magnac-Bourg             | 1 086             | 87380       | 87088      |
| Meuzac                   | 739               | 87380       | 87095      |
| La Porcherie             | 605               | 87380       | 87120      |
| Saint-Germain-les-Belles | 1 157             | 87380       | 87146      |
| Saint-Vitte-sur-Briance  | 347               | 87380       | 87186      |
| Vicq-sur-Breuilh         | 1 303             | 87260       | 87203      |

## Démographie
| 1962  | 1968  | 1975  | 1982  | 1990  | 1999  | 2006  | 2010  |
| ----- | ----- | ----- | ----- | ----- | ----- | ----- | ----- |
| 7 279 | 7 921 | 7 206 | 6 406 | 5 878 | 5 733 | 6 227 | 6 549 |